# 唐鳳儀
唐鳳儀（1480年—？年），字應韶，號六亭，湖广宝庆府邵陽縣人，明朝政治人物。

## 生平
治《書經》，行一，由府學生中式丁卯科（1507年）湖廣鄉試第七十一名舉人，年二十九歲中式正德三年（1508年）戊辰科會試第二百八十名，第三甲第四十七名進士。初授行人司行人，五年夏四月充副使，册封晋府新化王、旌德王、交城王。六年十二月选授广西道御史，巡按苏松，正德末巡按浙江。嘉靖元年（1522年）八月復除河南道御史，三年六月升应天府府丞，六年调顺天府府丞，七年四月升为都察院右佥都御史、巡抚四川，九年五月回都察院管事，升左都御史。

## 家族
曾祖唐善。祖父唐秀。父唐佐，贡士。前母扈氏；母王氏。重庆下，弟鳳鳴、鳳翔。